# Best in the World (2019)
Best in the World 2019 fue la décima edición del Best in the World, un evento de pago por visión de lucha libre profesional producido por Ring of Honor. Tuvo lugar el 28 de junio de 2019 desde el UMBC Event Center en Baltimore, Maryland.

## Antecedentes
El 9 de mayo en el evento de War of the Worlds en Toronto, Cobb perdió el Campeonato Mundial Televisivo de ROH ante Shane Taylor en un Fatal 4-Way Match donde incluían a Hirooki Goto y Brody King. Durante las grabaciones de Ring of Honor Wrestling, Cobb inició una rivalidad con Matt Taven, desafiando después a un combate por el Campeonato Mundial de ROH. El 29 de mayo, se confirmó la lucha entre Cobb y Taven por el título.

## Resultados
- Pre-show: Rush derrotó a Flip Gordon.
  - Rush cubrió a Gordon después de un «Bullhorn».
- Dalton Castle derrotó a Dragon Lee.
  - Castle cubrió a Lee después de un «Running Drop Kicks».
- The Allure (Mandy Leon & Angelina Love) (con Velvet Sky) derrotaron a Kelly Klein & Jenny Rose.
  - Love cubrió a Klein después de un «Botox Injection».
  - Durante la lucha, Sky interfirió a favor de The Allure.
  - Después de la lucha, Maria Manic apareció para atacar a The Allure.
- Kenny King derrotó a Jay Lethal en la tercera lucha de un Best-of-Three Series.
  - King cubrió a Lethal después de un «Royal Flush».
  - Como resultado, King ganó la serie 2-1.
- Jonathan Gresham derrotó a Silas Young en un Pure Rules Match.
  - Gresham forzó a Young a rendirse con un «Nuevo Octopus Hold».
- Eli Drake & Nick Aldis vs. The Briscoes (Jay Briscoe & Mark Briscoe) terminó sin resultado.
  - El árbitro detuvo la lucha cuando ambos equipos se atacaron mutuamente y no siguieron las reglas del árbitro.
  - Después de la lucha, James Storm atacó a Drake.
  - Después de la lucha, The Briscoes atacaron a Aldis, pero Marty Scurll salió a detenerlos.
  - Originalmente, Colt Cabana iba a ser parte de la lucha, pero fue reemplazado por Drake debido una lesión.
- Shane Taylor derrotó a Bandido y retuvo el Campeonato Mundial Televisivo de ROH.
  - Taylor cubrió a Bandido después de un «Greetings From 216».
- Villain Enterprises (Marty Scurll, Brody King & PCO) derrotaron a Lifeblood (PJ Black, Tracy Williams & Mark Haskins) y retuvieron el Campeonato Mundial en Parejas de Seis-Hombres de ROH.
  - PCO cubrió a Black después de un «PCOsault».
  - Después de la lucha, Soldiers of Savagery (Jasper Kaun & Moses Maddox) aparecieron para atacar a Lifeblood, pero Bandido salió a detenerlos.
  - Después del ataque, Bully Ray apareció para atacar a Bandido, pero Flip Gordon salió a detenerlo, sin embargo fue revelado por Scurll como nuevo miembro de Villain Enterprises, y junto a los demás miembros, atacaron a Lifeblood, cambiando a heel.
- Matt Taven derrotó a Jeff Cobb y retuvo el Campeonato Mundial de ROH.
  - Taven cubrió a Cobb después de un «Climax».